# Lijst van Brusselse ministers van Werkgelegenheid
Dit is een lijst van ministers van Werkgelegenheid in de Brusselse Hoofdstedelijke Regering.

## Lijst
| Nr. | Minister | Minister                | Partij | Partij | Begin        | Einde        | Regering(en)                              | Bevoegdheid                     |
| --- | -------- | ----------------------- | ------ | ------ | ------------ | ------------ | ----------------------------------------- | ------------------------------- |
| 1   |          | Charles Picqué (1948)   |        | PS     | 12 juli 1989 | 14 juli 1999 | Picqué I, II                              | Tewerkstelling/ Werkgelegenheid |
| 2   |          | Éric Tomas (1948)       |        | PS     | 14 juli 1999 | 19 juli 2004 | Simonet I, de Donnea, Ducarme, Simonet II | Werkgelegenheid                 |
| 3   |          | Benoît Cerexhe (1961)   |        | cdH    | 19 juli 2004 | 8 maart 2013 | Picqué III, Picqué IV                     | Werkgelegenheid/ Tewerkstelling |
| 4   |          | Céline Fremault (1973)  |        | cdH    | 8 maart 2013 | 20 juli 2014 | Picqué IV, Vervoort I                     | Tewerkstelling                  |
| 5   |          | Didier Gosuin (1973)    |        | FDF    | 20 juli 2014 | 18 juli 2019 | Vervoort II                               | Tewerkstelling                  |
| 6   |          | Bernard Clerfayt (1961) |        | DéFI   | 18 juli 2019 | heden        | Vervoort III                              | Werk en Beroepsopleiding        |